# Lewis Terman
Lewis Madison Terman (15. ledna 1877, Johnson County, Indiana, USA – 21. prosince 1956, Palo Alto, Kalifornie, USA) byl americký psycholog a eugenik, průkopník pedagogické psychologie počátku 20. století na univerzitě ve Stanfordu. Byl 73. nejcitovanějším psychologem ve 20. století.
Je autorem Stanford-Binetova testu inteligence, který byl poprvé uveřejněn v roce 1916. Zkoumal osobnost nadaných a geniálních dětí a zabýval se příčinami spokojenosti v manželství a rodině. Zkoumal také psychické a osobnostní rozdíly mezi muži a ženami.
Byl členem Human Betterment Foundation a působil jako prezident American Psychological Association.